# Kelvin Droegemeier

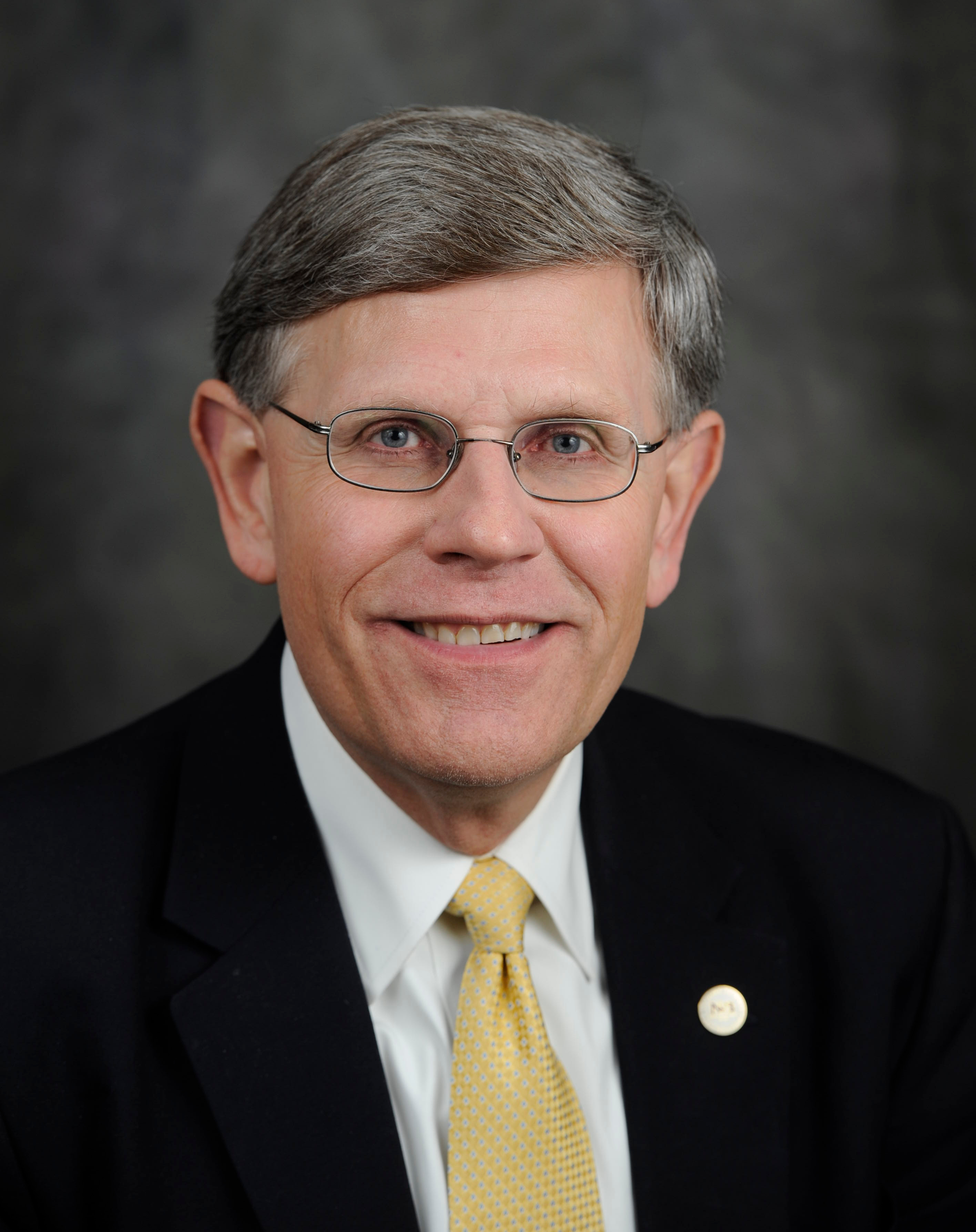
Portrait de Kelvin Droegemeier

Kelvin Kay Droegemeier, né le 23 septembre 1958 à Ellsworth, est un chercheur américain en météorologie nommé début 2019 directeur de l'Office of Science and Technology Policy des États-Unis (dont le rôle est de conseiller le président des États-Unis, qui est alors Donald Trump et coordonner toute la politique scientifique mise en œuvre au sein du gouvernement fédéral). 
Droegemeier avait antérieurement notamment travaillé sur la prédiction des épisodes d'événements météorologiques extrêmes ; et il a été membre de l'Oklahoma Secretary of Science and Technology et vice-président de l'université de l'Oklahoma chargé de la recherche. 

## Biographie
Droegemeier est né le 23 septembre 1958 à Ellsworth (Kansas) dans le Kansas.

## Carrière universitaire
En 1980, il obtient un B.S. en météorologie à l'université de l'Oklahoma. 
Il poursuit ensuite des études supérieures en sciences de l'atmosphère à l'université de l'Illinois à Urbana-Champaign où il obtient un M.S. (en 1982 puis un doctorat (en 1985). 
Cette même année 1985, il intègre la faculté de l'Université d'Oklahoma,  où il se spécialise sur la prévision des phénomènes météorologiques extrêmes. 
Dans les années 1990, il commence à être connu pour ses recherches sur les simulations informatiques et sur les mécanismes de développement d'orages qu'il étudie en s'appuyant conjointement sur les progrès des technologies radar et informatiques,.
Durant sa carrière, il fonde deux centres de la Fondation nationale pour la science : 
1. le Centre d'analyse et de prévision des tempêtes (en 1989) ;
2. le Centre de recherches en génie sur la détection adaptative collaborative de l'atmosphère (en 2003)[6],[5].

Il fonde aussi et dirige l'« Institut Sasaki », une organisation à but non lucratif, aujourd'hui disparue, de l'Université de l'Oklahoma et, à compter de 2011, il est propriétaire d'une société privée de technologie météorologique.
Droegemeier est nommé vice-président Recherche de l'Université de l'Oklahoma de 2009 à août 2018 .

## Relations avec le secteur privé
Il est consultant pour plusieurs grands groupes industriels (Honeywell Corporation, American Airlines, National Transportation Safety Board et Climatological Consulting Corp.). Il est aussi témoin expert dans des accidents d'avion commercial. 
Dans son CV en ligne le Dr Droegemeier se présente comme « un chef de file national dans la création de partenariats entre les universités, les gouvernements et l'industrie ». Il a ainsi créé et dirigé un partenariat de 3 ans avec American Airlines pour adapter la technologie de prévision météorologique aux besoins de l'aviation commerciale. À la suite de cet épisode il a créé Weather Decision Technologies, Inc., une société privée, basée à Norman, qui « commercialise des technologies météorologiques évoluées » (« mises au point par l’université de l’Oklahoma et d’autres organisations ». 
Il a aussi piloté une alliance pour la recherche (budget de 10,6 millions de $) avec la société de marketing et de négoce Williams Energy à Tulsa, qu'il présente comme « le plus important partenariat privé dans le domaine de la météorologie ». 
Durant ses trois décennies de présence au sein de l’université d’Oklahoma, il aurait suscité plus de 40 millions de dollars de fonds externe pour la recherche. 

## Publications, conférences
Selon sa notice biographique en ligne, il a écrit ou co-écrit plus de 80 articles de revues à comité de lecture (et fait environ 200 conférences). 

## Nominations politiques
Droegemeier est nommé membre du National Science Board (en) américain (l'organe de surveillance de la Fondation nationale pour la science) durant 12 ans (sous les administrations George W. Bush et Obama à compter de 2004, dont à titre de vice-président du conseil d'administration de 2012 à 2016, en tant que « Regents’ Professor of Meteorology and Weathernews Chair, University of Oklahoma »,. Il a notamment dans ce cadre en 2014 contribué à un rapport sur la réduction de la charge de travail administratif des chercheurs pour les recherches financées par le gouvernement fédéral, qui concluait que Durant plus d'une décennie, les enquêtes et les rapports et autres exigences administratives et de conformité de plus en plus imposée aux chercheurs bénéficiant d'aides fédérales était devenues contre-productive, interférant avec la conformité de la science et/ou le besoin de responsabilité, de transparence et de sécurité.
Il a aussi été nommé secrétaire des sciences et de la technologie de l'Oklahoma en 2017.
En août 2018, il a été proposé par l'administration Trump comme directeur du Bureau de la politique scientifique et technologique (Office of Science and Technology Policy ou OSTP créé en 1976), poste de conseiller scientifique à la Maison-Blanche, que Donald Trump avait laissé vacant près de deux ans (depuis janvier 2017). Droegemeier était connu pour être un fervent supporter d'une recherche financée par le gouvernement fédéral,,. La réaction de la communauté scientifique à sa candidature (poste délicat en raison de la défiance de l'administration Trump vis-à-vis du GIEC et des sciences du climat) a été plutôt positive,.
L'ancien directeur de l'OSTP, John Holdren, a qualifié sa nomination de « choix solide,. » Le PDG de l'Association américaine pour l'avancement de la science et ancien membre du Congrès démocratique, Rush Holt, a approuvé cette nomination.  Le 5 septembre 2018, le Comité sénatorial du commerce, des sciences et des transports avait voté à l'unanimité en faveur de la nomination de M. Droegemeier. Il a été confirmé par le Sénat le 2 janvier 2019, dernier jour du 115e Congrès des États-Unis (et alors que l'administration de la Maison-Blanche était depuis le 22 décembre en situation de shutdown).
Il est le premier directeur de l'OSTP qui ne soit pas physicien.

## Divers
Il est membre fellow de l'American Meteorological Society et de l' American Association for the Advancement of Science.
Il a soutenu la politique de la Fondation nationale pour la science (NSF) obligeant les établissements à signaler les chercheurs financés par une agence qui se sont rendus coupables de harcèlement sexuel. « Nous devons à tous les scientifiques un lieu de travail sûr », a-t-il expliqué. En 2018, bien avant sa confirmation comme conseiller de la maison blanche, il s'est engagé à cherher à améliorer la place des femmes et des groupes sous-représentés dans le domaine de la sciences.

### Vidéographie
- (en) « Vidéo sur le National Hurricane Initiative », sur c-span.org.